# Li Zhaoxing

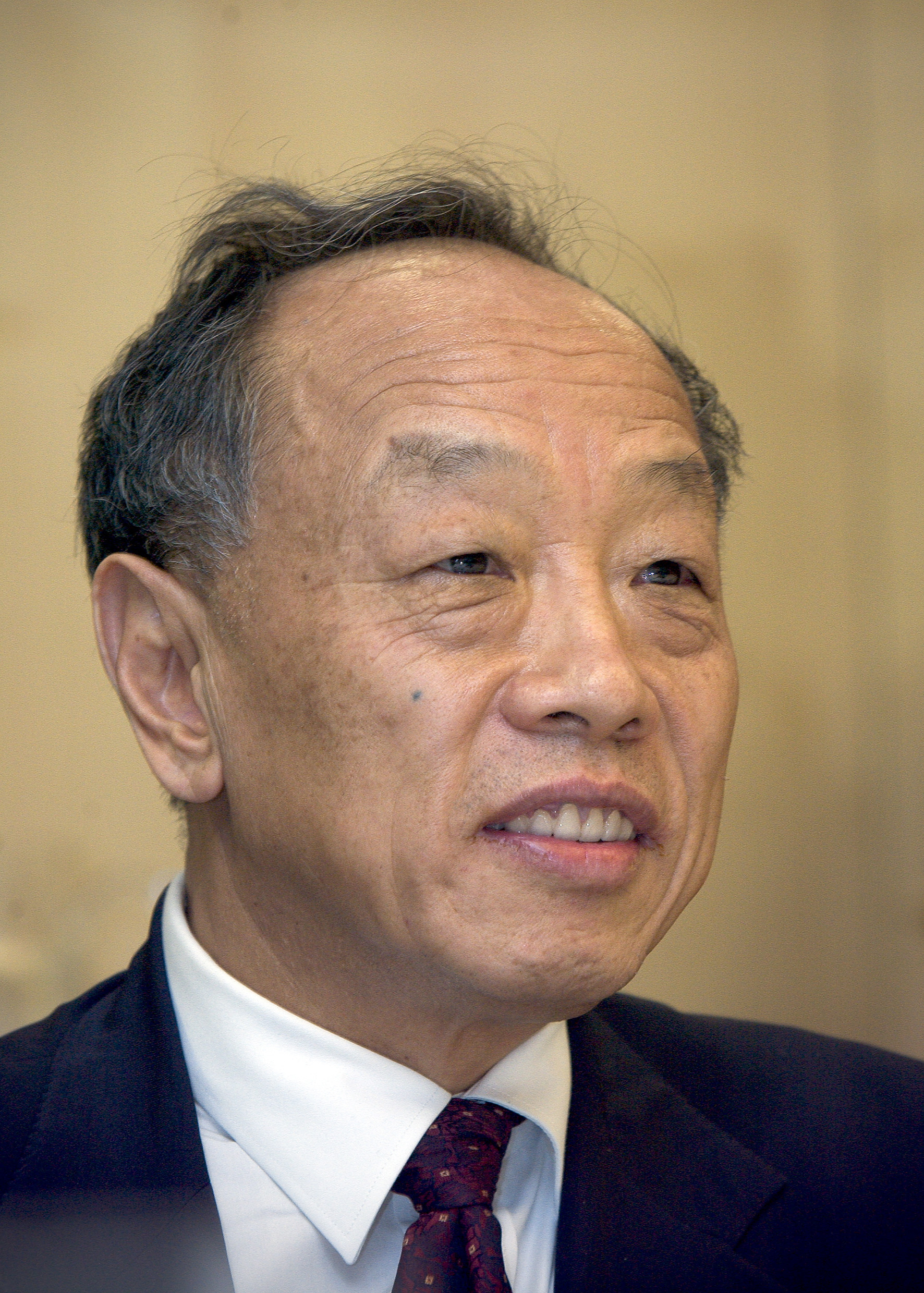
Li Zhoaxing am 17. März 2005

Li Zhaoxing (chinesisch 李肇星, Pinyin Lǐ Zhàoxīng; * 20. Oktober 1940 in der Provinz Shandong) ist ein chinesischer Politiker und Diplomat.

## Leben
Li Zhaoxing studierte an der Universität Peking und erlangte seinen Hochschulabschluss im Jahre 1964. Später wurde er Diplomat in Afrika, unter anderem in Kenia und Lesotho. Ab 1990 arbeitete er in verschiedenen Positionen im chinesischen Außenministerium. Von 1995 bis 1998 sowie von 2001 bis 2003 war er stellvertretender Außenminister Chinas. Zwischen diesen zwei Amtszeiten vertrat er die Volksrepublik China als Botschafter in den Vereinigten Staaten von Amerika.
Am 17. März 2003 übernahm er das Amt des Außenministers der Volksrepublik China von seinem Vorgänger Tang Jiaxuan. Die Ernennung fand bei der 7. Plenarsitzung der ersten Tagung des 10. Nationalen Volkskongresses (NVK) in der Großen Halle des Volkes statt. Am 27. April 2007 übergab er das Amt an Yang Jiechi.
Li Zhaoxing war Mitglied des Zusammenschlusses von herausragenden ehemaligen Staatsmännern und -frauen, Friedensaktivisten, Menschenrechtlern sowie prominenten Intellektuellen The Elders, der 2007 von Nelson Mandela auf Initiative von Peter Gabriel und Richard Branson gegründet wurde. Ziel der Gruppe ist es, die Erfahrung, die Beziehungen und den öffentlichen Einfluss der Mitglieder zur Lösung globaler Probleme einzusetzen.
Li Zhaoxing ist verheiratet und hat einen Sohn.